# Palais de l'Harmonie suprême
Le palais de l'Harmonie suprême (en vietnamien: Điện Thái Hòa) est un édifice de la Cité impériale de Hué au Viêt Nam. Il fait partie du patrimoine mondial de l'Unesco.
On y accède par le pont aux Eaux dorées et la cour des cérémonies.

## Historique
C'est l'empereur Gia Long qui fait construire le palais en 1805 puis il est agrandi et déplacé par son fils l'empereur Minh Mang en 1833. Sa façade principale du côté sud donne sur un grand bassin rectangulaire dont un pont mène au palais.
Le palais avait, à l'origine les mêmes dimensions qu’aujourd’hui, mais il était situé un peu en arrière, sur le terrain où se trouve maintenant la grande porte dorée (Dai Cung Môn).
En 1833, le Roi Minh Mang déplaça ce palais à l’endroit actuel, sur un terrain surélevé de 2,3 m.
Des améliorations furent ensuite apportées par les empereurs successifs, notamment Thanh Thai et Khải Định.

## Description
Comme le palais du même nom à la Cité interdite de Pékin, il se trouve dans l'axe de la grande porte (la Porte du Midi) qui donne accès à la Cité impériale. Derrière ce palais majestueux, se trouve la porte de la Cité pourpre interdite, où seuls l'empereur et sa famille (ainsi que leurs servantes et eunuques) - qui y demeuraient - pouvaient entrer.
Le bâtiment est long de 44 m, profond de 30,5 m et haut de 11,8 m. La partie centrale comprend 5 pièces et 2 appentis ; l’autre partie comprend 7 pièces et 2 appentis. L’ensemble forme un grand palais aux colonnes rouges vernissées, décorées de dragons dorés.
La salle du trône aux quatre-vingts colonnes laquées en rouge de la dynastie Nguyen se trouve à l'intérieur de ce palais. L'empereur, coiffé du chapeau aux neuf dragons, vêtu d'une robe tissée d'or et ceinturé de jade présidait aux cérémonies officielles et aux présentations des ambassadeurs. Seuls les mandarins de haut rang et les membres de la famille impériale avaient le droit d'entrer dans la salle du trône, décorée de panneaux jaunes (couleur de l'empereur).
Le centre du toit est orné de deux dragons saluant la lune ; aux deux extrémités et aux quatre coins, il y a des dragons aux têtes tournées vers l’arrière. Tous ces dragons et les avancées du toit sont décorés de tessons de poterie multicolores.

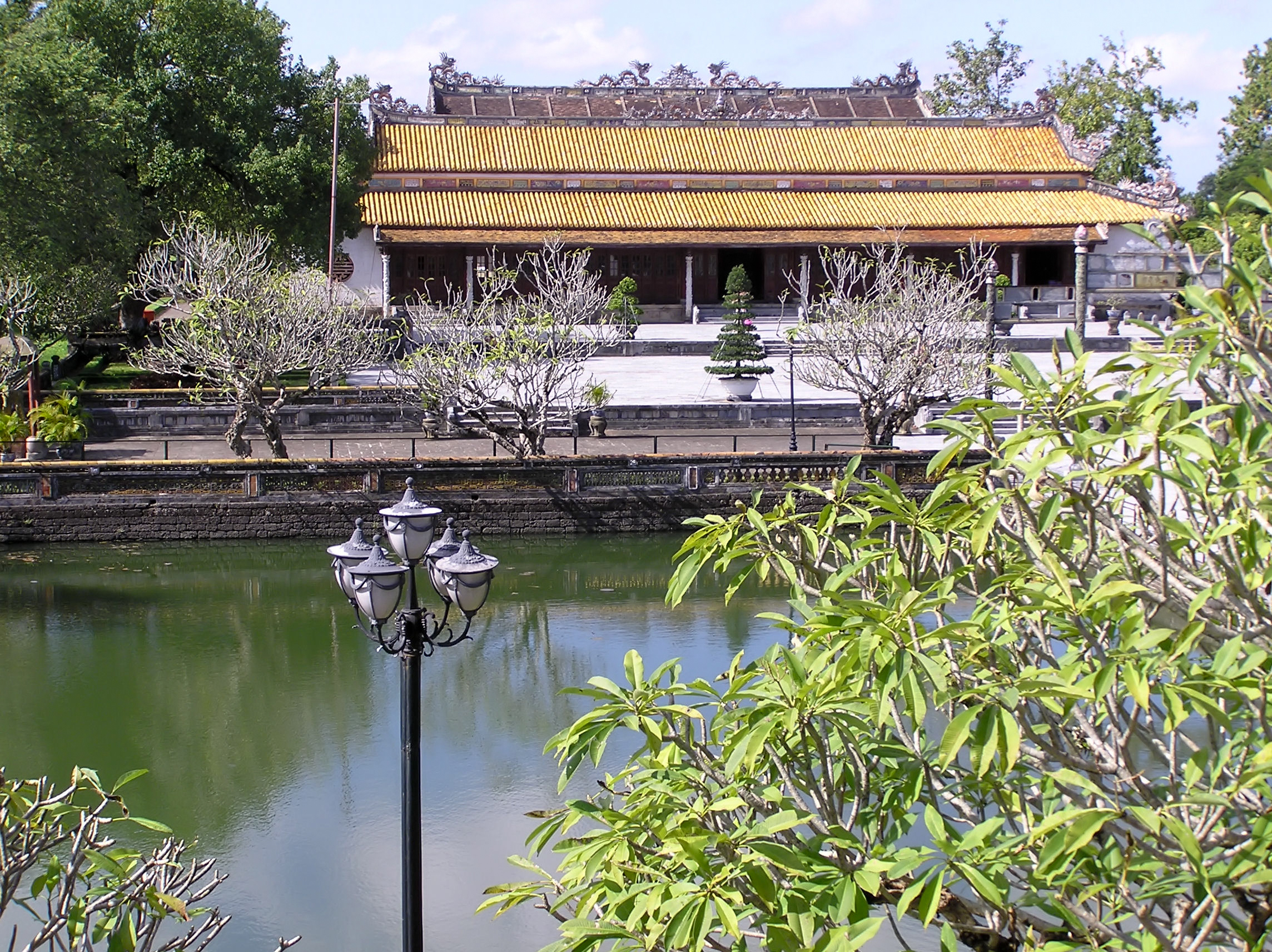
Palais de la Suprême Harmonie - Cité impériale de Hué - Vietnam

Le toit est en tuiles vernissées jaunes. Dans la pièce centrale, un grand panneau porte les mots : "Điện Thái Hòa" (Palais de l’Harmonie suprême). Au fond, sur une estrade de trois marches, se trouve le trône doré du roi, protégé par un baldaquin de dentelle dorée brodée de dragons.
Dans chaque compartiment, est suspendue une lanterne hexagonale ou octogonale. En 1839, le roi Minh Mang avait ordonné de repeindre en rouge et de dorer toutes les parties en bois, ce qui embellit encore ce palais historique.
En 1894, le roi Thanh Thai fit daller le sol de carreaux de couleur à la mode européenne.
En 1923, le roi Khải Định ajouta encore le système des doubles-portes vitrées à l’avant et à l’arrière (à l'origine, l’ancien palais n’avait que des rideaux en bambou).
Le palais contient des jarres et des objets antiques. On remarque de nombreuses poteries de porcelaine bleue (le fameux bleu de Hué) que l'empereur commandait spécialement en Chine.

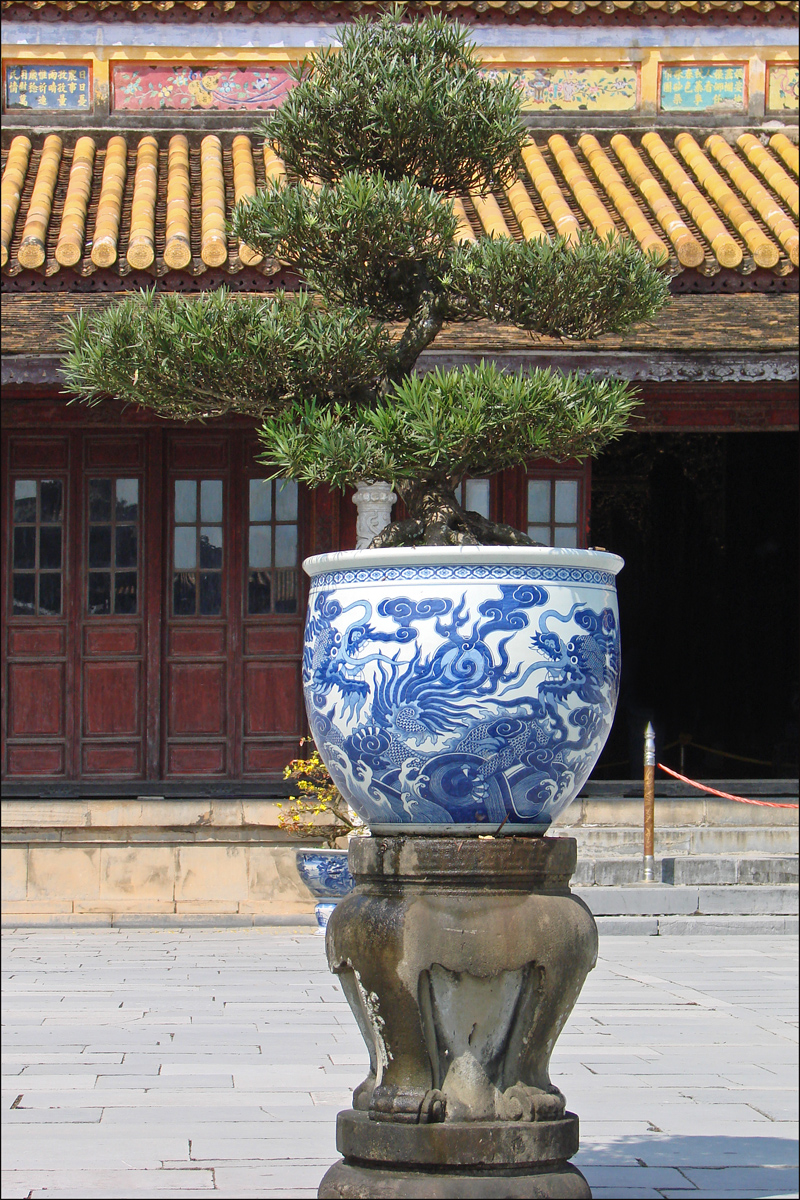
Céramique bleue de Hué

Dans la cour, sont alignés des piédestaux en pierre sculptée, sur lesquels reposent des vases avec des bonsaïs précieux. Les constructeurs du palais ont réussi le tour de force d’en faire un lieu "frais en été, mais tiède en hiver".
De plus, assis sur le trône, on entend bien les voix venant de n’importe où dans le palais. Les spécialistes de l’acoustique et les architectes n’arrivent pas encore à expliquer ce phénomène.
Devant le palais, s’étend la Cour Dai Triêu Nghi (esplanade des Grandes salutations) dallée de granit Thanh et dont les deux niveaux supérieurs étaient réservés aux mandarins civils et militaires de haut rang. De chaque côté de la cour, il y a deux rangs de petites stèles appelées Pham Son, indiquant la place attribuée aux mandarins.
A l’extrémité de cette cour, près du pont Trung Dao (pont central), il y en a une seconde, réservée aux anciens des villages qui voulaient venir assister aux grandes cérémonies.
Des deux côtés, dans une cage de verre à l’armature de bois, on voit deux licornes en bronze doré, symbolisant la paix de cette époque, la solennité et le respect qu’exigeaient les rites de la cour royale.
La porte du Midi et l’esplanade des Grandes Salutations sont séparées par le lac de Thai Dich, creusé en 1833, mais elles sont reliées par le pont central (Trung Dao), bordé de balustrades des deux côtés.

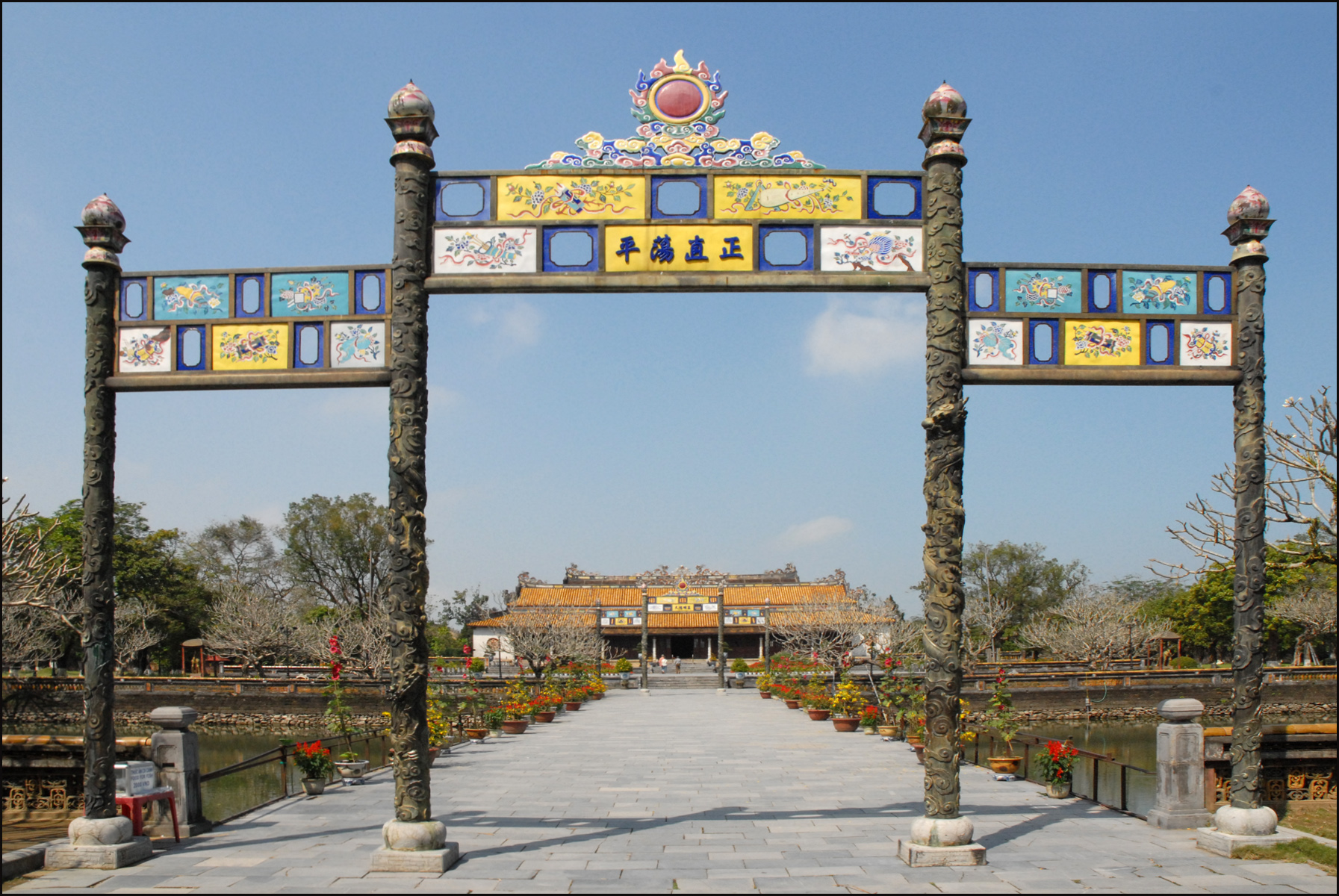
Le pont central (Trung Dao)

Aux deux bouts du pont, se dressent des portiques sculptés de nuages et d’un dragon à 5 griffes ; ces reliefs sont très délicats et élégants. Les deux portiques quoique symétriques, ont une décoration différente : l’un avec dragon montant, l’autre avec dragon descendant, ce qui crée charme et mouvement.
Le palais de l’Harmonie Suprême est l’endroit où étaient organisées les grandes cérémonies telles que l’avènement du roi, le choix du prince héritier, l’accueil des ambassadeurs, l’anniversaire du roi, et également, deux fois par mois, les grandes audiences ; d’autres réunions moins importantes étaient ordinairement organisées dans le palais Can Chanh, derrière la grande porte dorée (Dai Cung Môn).
Avant de commencer ces audiences, le roi portait le chapeau Cuu Long (neuf dragons), une tunique jaune brodée, une grande ceinture et tenait à la main de l’encens parfumé fait de bois de cannelle et de calambac. Il venait s’asseoir solennellement sur son trône doré. À cette occasion, seuls les grands mandarins des 4 premiers rangs, les ducs et les princes avaient le droit de demeurer dans le palais. Les autres devaient rester en dehors, dans la Cour Dai Triêu Nghi. Chacun à sa place, d’après son rang. Les grandes audiences débutaient très tôt et finissaient avant le lever du soleil.
Pendant l’offensive du Têt (1968), le palais fut gravement touché par les bombardements américains. Par ailleurs, la pluie, le vent, les inondations et les typhons l’ont quelque peu altéré également.
L'édifice a été récemment restauré par la société Rhône-Poulenc qui a notamment démonté les cloisons de bois pour les traiter contre les ravages des termites.

## Illustrations

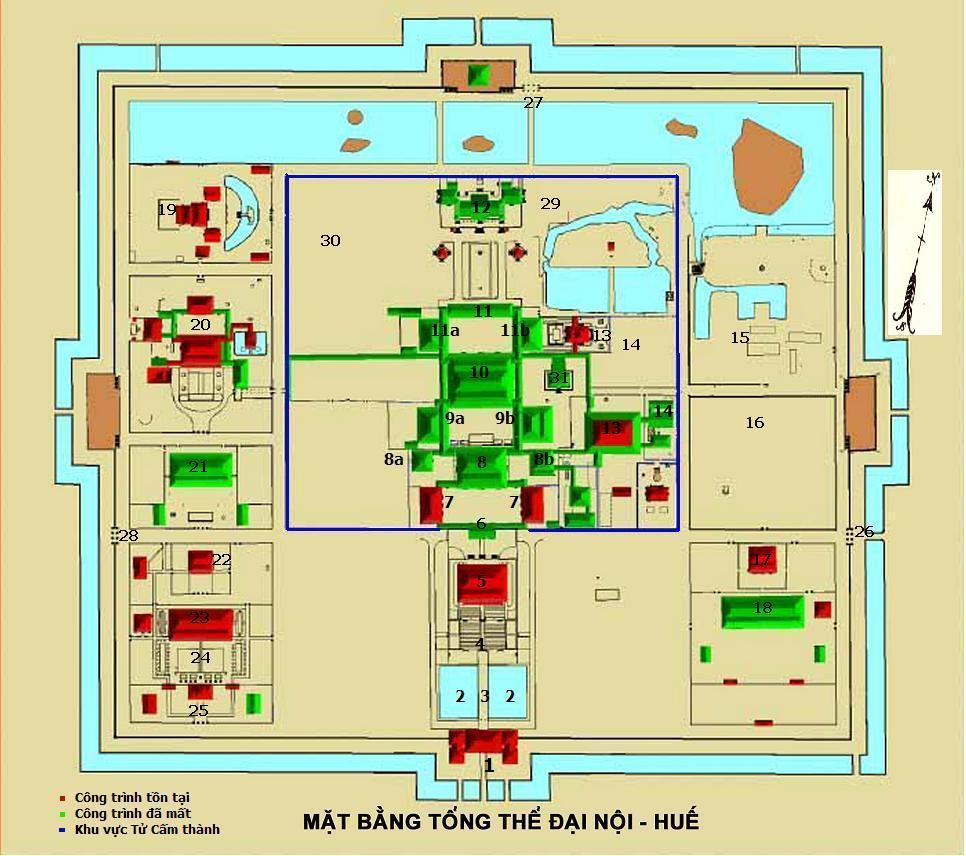
Plan de la Cité impériale: le palais de l'Harmonie suprême se trouve en bas au milieu, derrière la Porte du Midi
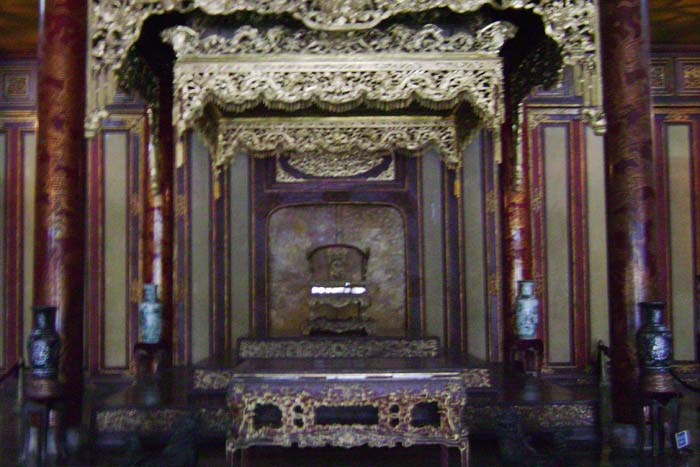
Salle du trône
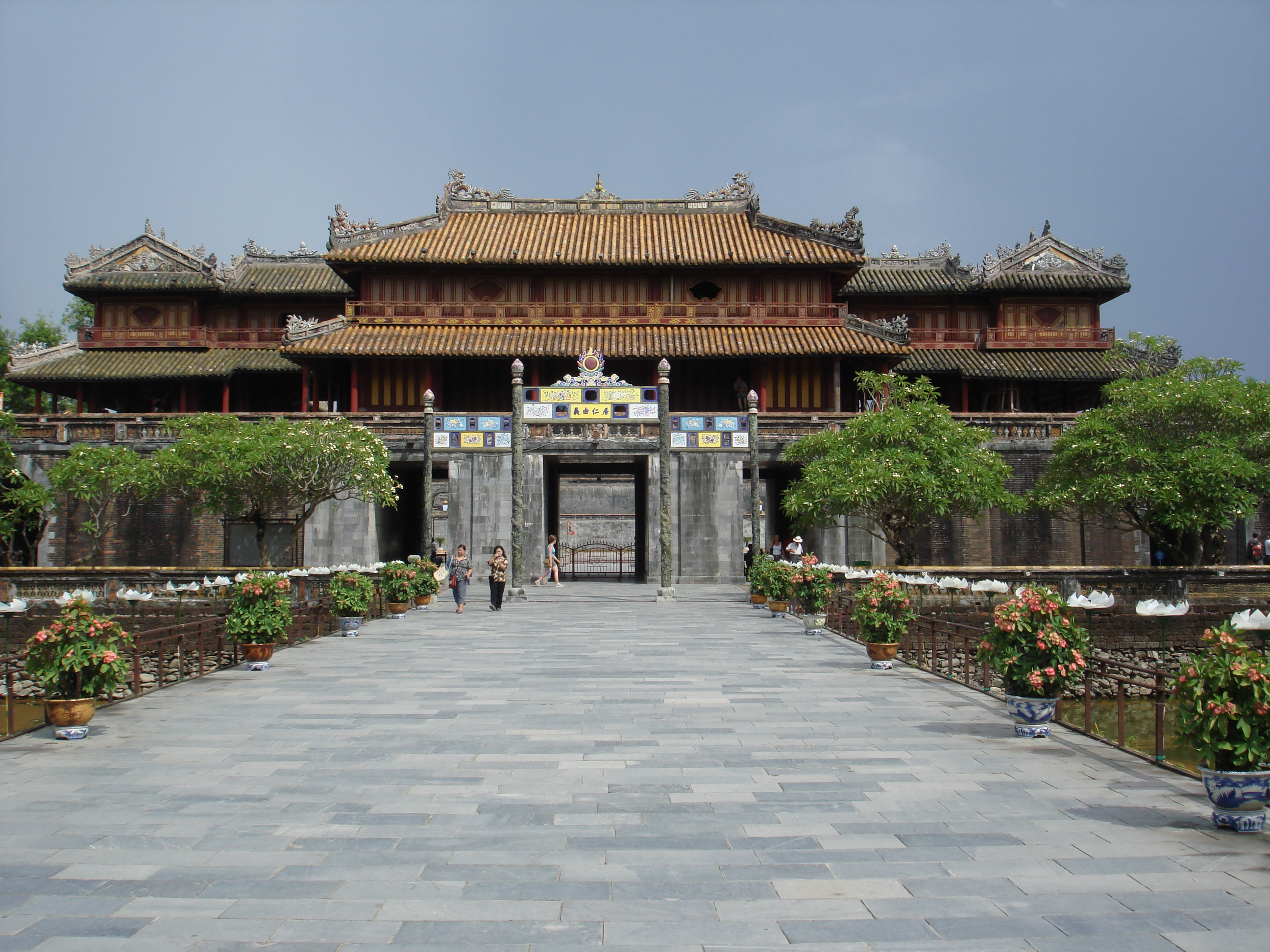
Entrée du palais de l'Harmonie suprême du côté sud
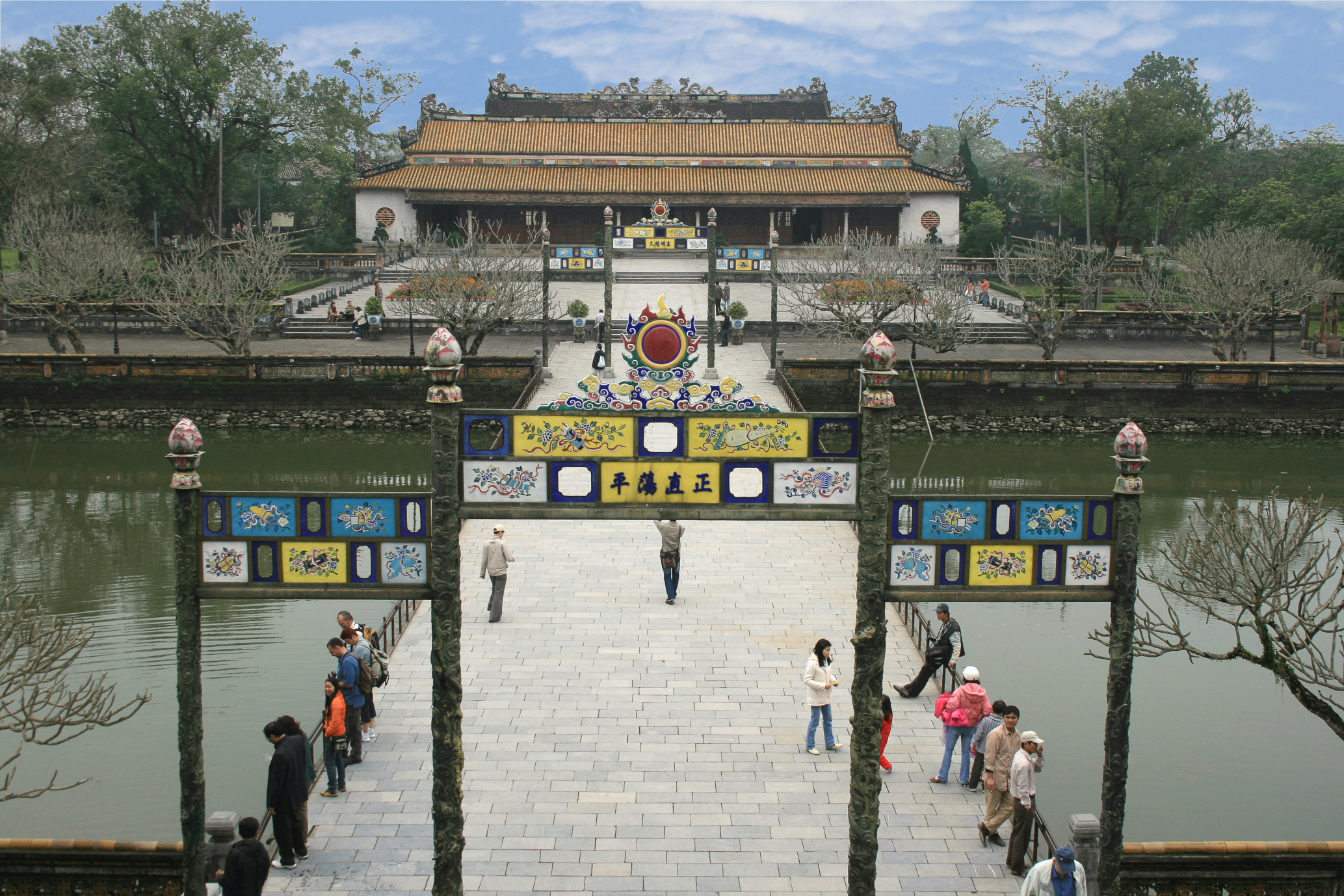
Façade du palais en 2008